# Christina Lauren
Christina Lauren – pseudonim duetu amerykańskich pisarek, Christiny Hobbs oraz Lauren Bilings, które tworzą wspólnie powieści dla nastolatków, romanse oraz erotyki. Jedną z ich najbardziej znanych książek jest powieść Piękny drań, która w 2014 zdobyła nominację w konkursie portalu Goodreads w kategorii Best Romance. 

## Twórczość

### Książki niebędące częścią serii
- Twice in a Blue Moon (2019)
- Dating You/Hating You (2017)
- Roomies (2017)
- Josh and Hazel's Guide to Not Dating (2018)
- My Favorite Half-Night Stand (2018)
- Miłość nieślubna, 2020 (ang. The Unhoneymooners, 2019, ISBN  9788366005945)[3]
- The Honey-Don't List (2020)
- Miłość na święta, 2021 (ang. In A Holidaze, 2020, ISBN  9788366555853)[4]
- Wzór na miłość, 2022 (ang. The Soulmate Equation, 2021, ISBN  9788367195317)[5]
- Dzika przygoda, 2022 (ang. Something Wilder, 2022, ISBN  9788367195430)[6]
- Idealnie sparowani, 2023 (ang. The True Love Experiment, 2023, ISBN  9788367784030)[7]
- Miłość i inne słowa, 2024 (ang. Love and Other Words, 2018, ISBN  9788367784214)[8]

### Antologie
- Second Chances (2017)[9]

### Seria Piękny drań
- Piękny drań, 2015 (ang. Beautiful Bastard, 2013, ISBN  9788377856376)[10]
- Piękny nieznajomy, 2015 (ang. Beautiful Stranger, 2013, ISBN 9788377856956)[11]
- Beautiful Bitch (2013)
- Beautiful Bombshell (2013)
- Piękny gracz, 2015 (ang. Beautiful Player, 2013, ISBN 9788377857786)[12]
- Beautiful Beginning (2013)
- Beautiful Beloved (2015)
- Piękny sekret, 2016 (ang. Beautiful Secret, 2015, ISBN  9788377859964)[13]
- Beautiful Boss (2016)
- Piękny, 2017 (ang. Beautiful, 2016, ISBN  9788365676849)[14]

### Seria Wild Seasons
- Słodkie rozkosze, 2018 (ang. Sweet Filthy Boy, 2014, ISBN  9788381162654)[15]
- Sweet Filthy Morning After: Wild Seasons (2014)
- Dziki romans, 2018 (ang. Dirty Rowdy Thing, 2014, ISBN  9788381164801)[16]
- Szalona noc, 2019 (ang. Dark Wild Night, 2015, ISBN  9788381165891)[17]
- Seksowany kłamca, 2019 (ang. Wicked Sexy Liar, 2016, ISBN  9788381166775)[18]

### PowieściYoung Adult
- Sublime (2014)
- The House (2015)
- Autoboyography, 2022 (ang. Autoboyography, 2017, ISBN  9788382951141)[19]